# 1944-es magyar asztalitenisz-bajnokság
Az 1944-es magyar asztalitenisz-bajnokság a huszonnyolcadik magyar bajnokság volt. A bajnokságot április 9. és 10. között rendezték meg Budapesten, a Nemzeti Sportcsarnokban.

## Eredmények
| Versenyszám  | Arany                                                        | Arany | Ezüst                                                              | Ezüst | Bronz | Bronz |
| ------------ | ------------------------------------------------------------ | ----- | ------------------------------------------------------------------ | ----- | --- | ----- |
| Férfi egyéni | Harangozó Tibor Szabadkai ATC                                |       | Soós Ferenc Weiss Manfréd TK                                       |       | Till Károly Semperit SEMax Marinko ŠK Bratislava                                                                                         |       |
| Női egyéni   | Farkas Gizella Diósgyőri MÁVAG                               |       | Király Ilona Győri ETO                                             |       | Harmath Anna Szabadkai ATCPauk Erzsébet Szabadkai ATC                                                                                    |       |
| Férfi páros  | Soós Ferenc, Harangozó Tibor Weiss Manfréd TK, Szabadkai ATC |       | Max Marinko , František Tokár ŠK Bratislava                        |       | František Léderer , Ján Kollárik OAP Bratislava Rózsa László, Till Károly Semperit SE                                                    |       |
| Női páros    | Farkas Gizella, Király Ilona Diósgyőri MÁVAG, Győri ETO      |       | Marianne Wipplerová , Jozefína Košická SV Dynamit Nobel Bratislava |       | Schönek Anna, Emődi Magda Budapesti TKOláh Éva, Pauk Erzsébet Budapesti TK, Szabadkai ATC                                                |       |
| Vegyes páros | Sidó Ferenc, Farkas Gizella Diósgyőri MÁVAG                  |       | Soós Ferenc, Király Ilona Weiss Manfréd TK, Győri ETO              |       | František Tokár , Jozefína Košická ŠK Bratislava , SV Dynamit Nobel Bratislava Harangozó Tibor, Schönek Anna Szabadkai ATC, Budapesti TK |       |